# Britt Van Marsenille
Britt Van Marsenille (20 juni 1980) is een Belgische Nederlandstalige radio- en televisiepresentatrice, designer en imker. Na haar middelbare studies studeerde Van Marsenille dramatherapie in Nederland. 

## Carrière
In 2004 ging ze aan de slag als wrapper bij Ketnet. Ze maakte allerlei reportages onder andere voor Karrewiet, Beestige Britt en Fata Morgana Kids. Na de zomer van 2006 was Van Marsenille aan het werk in Alles Uit De Kast, een programma van Woestijnvis. Ze presenteerde in 2007 samen met Roel Swanenberg het programma BeDweters op Ketnet. Hierin ging het duo op zoek naar simpele antwoorden op moeilijke wetenschappelijke vragen.
In 2007 werd het theatercollectief De EiBakkerij opgericht. Het trio (verteller Britt Van Marsenille, illustrator Tom Schoonooghe en muzikant Antoon Offeciers) maakte de kindervoorstelling Prinses zkt. Ridder in samenwerking met Het Gevolg. Een succesvolle tournee volgt in januari, februari en maart 2008. Ook heeft De EiBakkerij van Prinses zkt. Ridder een luisterboek gemaakt bij uitgeverij Lannoo, dat werd genomineerd door de Kinder- en Jeugdjury Vlaanderen 2007-2008. Een tweede luisterboek Appartemensen (Lannoo) werd voorgesteld op de boekenbeurs in november 2009 in samenwerking met Dimitri Leue. Ook dit luisterboek werd genomineerd door de Kinder- en Jeugdjury. De theatertournee Appartemensen ging van start eind januari 2010 in samenwerking met Het Gevolg.
Britt Van Marsenille werkt van 2008 tot 2014 als designer en styliste bij het Belgische kledingmerk "Who's that girl" en "Wow to Go".
Van 2013 tot 2017 presenteerde ze samen met Jan Van Looveren en Thomas Vanderveken Voor hetzelfde geld op Eén. In dat programma werd in het dagelijkse leven naar manieren gezocht om geld te besparen of verdienen.
In 2014 ging ze aan de slag bij Radio 2 als copresentatrice - naast Anja Daems en Cathérine Vandoorne - van De Madammen, waarin ze Leki verving. Ze bleef presentatrice bij De Madammen tot eind 2018. Nadien presenteert ze andere programma's bij Radio 2 naast haar televisiewerk op Eén.
Sinds 2019 presenteert Van Marsenille - opnieuw met Jan Van Looveren en Thomas Vanderveken - het opvolgprogramma voor Voor hetzelfde geld, getiteld FactCheckers. Daarin worden elke week drie populaire of opvallende voor waar aangenomen beweringen onderzocht op hun waarheidsgetrouwheid. Het eerste seizoen kwam in de lente van 2019 in het uitzendschema.
In 2017 won ze de publieksprijs van de Grote Prijs Jan Wauters voor haar "uitmuntend" taalgebruik.
In januari 2025 startte ze als presentatrice van het VRT1-programma Kunnen we overeenkomen?, waarin geschillen tussen burgers onderling of met de overheid worden opgelost op een niet-juridische manier door vrederechter Dieter Vanoutrive.

## Andere activiteiten
Van Marsenille is imker en houdt zelf bijen. Ze schreef een kinderboek over bijen, Britt bij de bijen, uitgegeven bij Horizon. Ze zet zich ook in voor Week van de bij om het belang van bijen en bloemen onder de aandacht te brengen.  Sinds 2015 is ze meter van Make-A-Wish.
In februari 2023 opende zij een pop-up-tweedehandswinkel For the love of life in Antwerpen. Het was een sociaal project waar mensen die niet gemakkelijk hun weg vinden op de arbeidsmarkt aan de slag konden. Het was een samenwerking met Oxfam, LIFE en de Kringwinkel.

## Privé
Britt Van Marsenille trouwde in 2022. Het koppel kreeg in 2020 een zoon.
Huidig (anno 2022):
Luc Appermont · Cara Cobbaert · Anja Daems · Sandra Deakin · Karolien Debecker · Kim Debrie · Peter De Groot · Lars De Groote · Guy De Pré · Chris Dusauchoit · Dirk Ghijs · Peter Hermans · Wouter Landuyt · Filip Ledaine · Daan Masset · Caren Meynen · Sven Pichal · Marc Pinte · Harald Scheerlinck · Siska Schoeters · Benjamien Schollaert · Showbizz Bart · Sharon Slegers · Jo Van Damme · Niels Vandeloo · Sonny Vanderheyden · Cathérine Vandoorne · Christel Van Dyck · Ruben Van Gucht · Iris Van Hoof · Vanessa Vanhove · Britt Van Marsenille · David Van Ooteghem · Peter Verhulst · Dirk Vlaeyen · Pascal Vranckx · Albrecht Wauters
Voormalig:
Luk Alloo · Johan Anthierens · Nand Baert · Erik Baeyens · Wim Bary · Jos Baudewijn · Flor Berckenbosch · Marcel Beerten · Wilfried Bertels · Marc Brillouet · Els Broeckmans · Fred Brouwers · Edwin Brys · Ro Burms · Walter Capiau · Annemie Coppieters · Harry Creemers · Karel Daerden · Christoff · Conny De Boos · Hein Decaluwé · Jessie De Caluwe · Jo met de Banjo · Gust De Coster · Martin De Jonghe · Paula De Meulder · Els De Vuyst · Frank Dingenen · Michel Follet · Jacky Geerts · Jos Ghysen · Margriet Hermans · Irene Houben · Michel Ilsen · Rita Jaenen · Chris Jonckers · Tante Kaat · Luk de Laat · Jo Leemans · Leki · Kathy Lindekens · Kris Luyten · Micha Marah · Betty Mellaerts · Kaat Mendonck · Freek Neirynck · Line Ooms · Sven Ornelis · Katrien Palmers · Gerard Pollet · Julien Put · Hugo Raspoet · Niko Reynaert · Luk Saffloer · Karel Segers · Lennart Segers · Lutgart Simoens · Rudi Sinia · Dirk Somers · Dré Steemans · Jan Theys · Gene Thomas · Wiet Van Broeckhoven · Marc Van den Hoof · Dieter Vandepitte · Karin Van den Berghe · Thomas Van der Spiegel · Kurt Van Eeghem · Wim Van Gansbeke · Els Van Herzeele · Ilse Van Hoecke · Bert Van Molle · Jan Van Rompaey · Paula Van Wilder · Louis Verbeeck · Karel Vereertbruggen · Herwig Verhovert · Luc Verschueren · Johan Verstreken · Tom Vossen · Eddy Wally · Niels William · Edwin Ysebaert · Zaki
Huidig (anno 2025):
Lee Arrendell · Thomas De Smet · Nona 't Jolle · Nidal van Rijn · Emma Vanthielen
Voormalig (1997–2024):
Jelle Cleymans (2002–2007) · Staf Coppens (1999–2004) · Karolien Debecker (2006–2009) · Veerle Deblauwe (2003–2006) · Sam De Bruyn (2009) · Niels Destadsbader (2009–2014) · Ianka Fleerackers (1998–2001) · Tom Gernaey (2006) · Sander Gillis (2012–2023) · An Jordens (1998–2005) · Melvin Klooster (2006–2012) · Heidi Lenaerts (2006–2007) · Friedl' Lesage (1997–1998) · Charlotte Leysen (2011–2019) · Véronique Leysen (2009–2013) · Kristien Maes (2007–2012) · Gloria Monserez (2020-2024) · Sarah Mouhamou (2014-2025) · Leonard Muylle (2012–2018) · Sven Ornelis (1997–1999) · Peter Pype (2004–2012) · Ben Roelants (2009) · Mark Tijsmans (1997–2002) · Héritier Tipo (2022–2024) · Thomas Van Achteren (2015–2022) · Katrien Van Deuren (1998–1999) · Peter Van de Veire (1997–2002) · Steven Van Herreweghe (1997–2002) · Kobe Van Herwegen (2006–2011) · Ilse Van Hoecke (1998–2004) · Gitte Van Hoyweghen (1997–2001) · Britt Van Marsenille (2004–2008) · Sofie Van Moll (2001–2007) · Erika Van Tielen (2003–2006) · Henk Vermeulen (1998–2004) · Aron Wade (1998–2003) · Sien Wynants (2012–2022)